# Белмін Діздаревич
Белмін Діздаревич (босн. Belmin Dizdarević, нар. 9 серпня 2001, Зениця, Боснія і Герцеговина) — боснійський футболіст, воротар французького клубу «Монпельє» та національної збірної Боснії і Герцеговини.

## Ігрова кар'єра

### Клубна
Белмін Діздаревич народився у місті Зениця і займатися футболом почав у місцевому клубі «Челік», звідки у 2016 році перебрався до академії столичного клубу «Сараєво». У червні 2018 року воротар підписав з клубом перший професійний контракт. Дебют Діздаревича на вищому рівні відбувся у травні 2019 року у віці 17 - ти років.
2021 рік воротар провів в оренді у клубі «Младост» з міста Добой. Але в основі команди не зіграв жодного матчу і повернувся до «Сараєво». У складі столичного клубу Діздаревич двічі ставав чемпіоном Боснії і Герцеговини та вигравав національний Кубок.
У липні 2023 року Діздаревич перейшов до складу французького «Монпельє».

### Збірна
У 2018 році Белмін Діздаревич у складі юнацької збірної Боснії і Герцеговини (U-17) брав участь у юнацькому чемпіонаті Європи.
У грудні 2021 року у товариському матчі проти команди США Діздаревич дебютував у складі національної збірної Боснії і Герцеговини.

## Титули
Сараєво
 Чемпіон Боснії і Герцеговини (2): 2018/19, 2019/20
 Переможець Кубка Боснії і Герцеговини: 2018/19